# Chloptač
Chloptač je druh zpětného ventilu, který je součástí parního injektoru.
Při rozběhu injektoru je třeba zajistit, aby ve vodním prostoru injektoru nevznikal přetlak. Pokud by se to stalo, pára z kotle by nedosáhla rychlosti, potřebné k činnosti injektoru. Chloptač je ventil, který nadbytečnou vodu či páru odvádí volně ven. Je držen  v otevřené poloze gravitací nebo malou pružinou. Pokud je ve vodním prostoru mezi parní a výtlačnou hubicí stejný nebo vyšší tlak než v okolí, je chloptač otevřený. V okamžiku, kdy injektor začne pracovat, nastane v tom prostoru podtlak, kterým se chloptač uzavře.
Chloptač funguje také jako bezpečnostní ventil, který vypustí páru v případě selhání injektoru. To se stává poměrně často. Protože v tom případě hrozí zranění okolostojících, je obvykle zakázáno používat injektor parních lokomotiv při stání u nástupiště.
Lokomotivní injektory mívají chloptače uzavíratelné i z kabiny. Uzavřený chloptač zamezí startu injektoru a pára z kotle může proniknout přívodními vodními trubkami až do tendru. Toho se využívá v zimě, kdy je třeba tendr vyhřívat, aby v něm voda nezamrzla.